# ادوین وب
ادوین وب (انگلیسی: Edwin C. Webb؛ ۱۹۲۱ – ۲۰۰۶) بیوشیمیدان اهل بریتانیا بود.